# Черво (Империја)
Черво (итал. Cervo) је насеље у Италији у округу Империја, региону Лигурија.
Према процени из 2011. у насељу је живело 1021 становника. Насеље се налази на надморској висини од 61 м.

## Становништво
Према резултатима пописа становништва 2011. у општини је живело 1.128 становника.
| 1936. | 1951. | 1961. | 1971. | 1981. | 1991. | 2001. | 2011. |
| ----- | ----- | ----- | ----- | ----- | ----- | ----- | ----- |
| 773   | 866   | 1.106 | 1.303 | 1.283 | 1.258 | 1.195 | 1.128 |

## Партнерски градови
- Pilón